# Vincent Klyn
Vincent Klyn est un acteur néo-zélandais né le 30 juin 1960.

## Biographie
Surfeur professionnel, Vincent Klyn est surtout connu pour son rôle du méchant Fender Tremolo dans le film d'action Cyborg d'Albert Pyun.

## Filmographie
Sauf indication contraire, les informations mentionnées dans cette section peuvent être confirmées par la base de données cinématographiques IMDb,  présente dans la section « Liens externes ».

### Cinéma
- 1989 : Cyborg  de Albert Pyun : Fender Tremolo
- 1989 : Red Surf de H. Gordon Boos : Noga
- 1991 : Kickboxer 2 : Le Successeur (Kickboxer 2: The Road Back) de Albert Pyun : voyou thaïlandais
- 1991 : Bloodmatch de Albert Pyun : Carl Cuba
- 1991 : Point Break de Kathryn Bigelow : Lupton « Warchild » Pittman
- 1991 : Dollman de Albert Pyun : Hector
- 1992 : Nemesis de Albert Pyun : Michelle
- 1993 : Mon fils est-il un assassin ? (Conflict of Interest) de Gary Davis : Mueller
- 1993 : Les Chevaliers du futur  (Knights) de Albert Pyun : Ty
- 1993 : Nemesis de Albert Pyun : Michelle
- 1994 : Double Dragon de James Yukich : Wild One
- 1995 : Ballistic de Kim Bass : Kona
- 1995 : Alerte à Malibu - Paradis interdit (en) (Baywatch the Movie: Forbidden Paradise) de Douglas Schwartz : Mark Kealoha
- 1995 : Final Equinox de Serge Rodnunsky : Lex
- 1996 : Night Hunter (en) de Rick Jacobson : Sangster
- 1996 : Prey of the Jaguar de David DeCoteau : Sonny DePazos
- 1997 : Blast de Albert Pyun : Homme intense
- 1997 : Angry Dogs de Clabe Hartley : mauvais garçon
- 1998 : In God's Hands de Zalman King : Le Prince de Madagascar
- 1999 : Urban Menace (en) de Albert Pyun : Shadow
- 1999 : Corrupt (en) de Albert Pyun : The Sayer
- 2000 : The Wrecking Crew (en) de Albert Pyun : Juda
- 2001 : Explosion imminente (Ticker) de Albert Pyun : un terroriste (non crédité)
- 2001 : Gangland de Art Camacho : Lucifer
- 2002 : Warrior de Will Harper : Dreadmon
- 2004 : Max Havoc: Curse of the Dragon (en) de Albert Pyun : Moko

## Télévision

### Séries télévisées
- 1992-2000 : Alerte à Malibu (Baywatch) : Sonny Paalua / Mark Kealoha / Leon 'Rock' Keaweamahi (6 épisodes)
- 1993 : Brisco County (The Adventures of Brisco County, Jr.) : Utah Johnny Montana (saison 1, épisode 10)
- 1997 : Nash Bridges : Larry Seau (saison 2, épisode 23)
- 1998 : Wind on Water : Israel (saison 1, épisode 1 et 2)

### Téléfilms
- 1996 : Raven Hawk (en) de Albert Pyun : Tracker
- 1999 : Late Last Night (en) de Steven Brill : l'agresseur